# Władysław Janiszewski (żołnierz)
Władysław Janiszewski (ur. 1920, zm. 10 sierpnia 2007 w Piasecznie) – major WP, działacz społeczny, inicjator i współzałożyciel Fundacji na rzecz Tradycji Jazdy Konnej.

## Życiorys
Był absolwentem Szkoły Podchorążych Rezerwy Kawalerii w Grudziądzu, rocznik 1938–1939. Uczestniczył w wojnie obronnej 1939 r., jako żołnierz 4. Pułku Strzelców Konnych. Członek AK, oficer kontrwywiadu we Lwowie.
Po zakończeniu działań wojennych ukończył studia na Wydziale Filologii UW. Przez wiele lat był pracownikiem handlu zagranicznego w tym między innymi attaché handlowym w Budapeszcie.
W 1991 r., należał do grona czterech założycieli grudziądzkiej Fundacji na Rzecz Tradycji Jazdy Polskiej. Uczestniczył w zbieraniu funduszy oraz zbiorów dla Muzeum Sal Tradycji Jazdy Polskiej w Grudziądzu przy ul. Klasztornej 4.
Wyróżniony honorowym tytułem Weterana Walk o Wolność i Niepodległość Ojczyzny.

## Odznaczenia
- Krzyż Kawalerski Orderu Odrodzenia Polski
- Medal Zwycięstwa i Wolności 1945